# Ryszard Wincenty Berwiński
Ryszard Wincenty Berwiński (Poznań, 1819. február 28. – Konstantinápoly, 1879. november 17.) lengyel író.

## Életpályája
Berlinben tanult. 1845-ben a gácsországi felkelés alkalmával elfogták és csak két év múlva bocsátották szabadon. 1848-ban tagja volt a poseni nemzeti bizottságnak, 1852-ben a berlini képviselőháznak. Később Törökországban vállalt hivatalt. Irodalmi művei közül megemlítendők: Nagylengyelországi történetek (Boroszló, 1846) és Költemények (2 kötet, Boroszló, 1844), amelyek közt figyelemre méltó a Don Juan Poznanski, végül a nemzeti irodalomról írt tanulmánya: Studyja o literaturze ludu (2 kötet, 1864) stb.